# Dianpisaura
Dianpisaura är ett släkte av spindlar. Dianpisaura ingår i familjen vårdnätsspindlar.
Kladogram enligt Catalogue of Life:
| Dianpisaura | \| \| Dianpisaura lizhii \| \| \| \| \| \| Dianpisaura songi \| \| \| \| |
|             | \| \| Dianpisaura lizhii \| \| \| \| \| \| Dianpisaura songi \| \| \| \| |
|             | Dianpisaura lizhii                                                       |
|             |                                                                          |
|             | Dianpisaura songi                                                        |
|             |                                                                          |